# Liste der Biografien/Andi
Liste der Biografien |
Portal Biografien |
Personensuche
# |
A |
B |
C |
D |
E |
F |
G |
H |
I |
J |
K |
L |
M |
N |
O |
P |
Q |
R |
S |
T |
U |
V |
W |
X |
Y |
Z |
?
 
Aa |
Ab |
Ac |
Ad |
Ae |
Af |
Ag |
Ah |
Ai |
Aj |
Ak |
Al |
Am |
An |
Ao |
Ap |
Aq |
Ar |
As |
At |
Au |
Av |
Aw |
Ax |
Ay |
Az
 
Ana–Anc |
And |
Ane |
Anf |
Ang |
Anh |
Ani |
Anj |
Ank |
Anl |
Anm |
Ann |
Ano |
Anp |
Anq |
Anr |
Ans |
Ant–Anz
 
Anda |
Ande |
Andh |
Andi |
Andj |
Andl |
Ando |
Andr |
Ands |
Andu |
Andy |
Andz
Die Liste der Biografien führt alle Personen auf, die in der deutschsprachigen Wikipedia einen Artikel haben. Dieses ist eine Teilliste mit 22 Einträgen von Personen, deren Namen mit den Buchstaben „Andi“ beginnt.

## Andi

### Andia
- Andía Pérez, Belissa, peruanische Menschenrechtlerin, Transgenderaktivistin
- Andía y Varela, José de, Kapitän und Entdecker in spanischen Diensten
- Andía, Yonathan (* 1992), chilenischer Fußballspieler

### Andic
- Andıç, Furkan (* 1990), türkischer SchauspielerFurkan Andıç (* 1990)

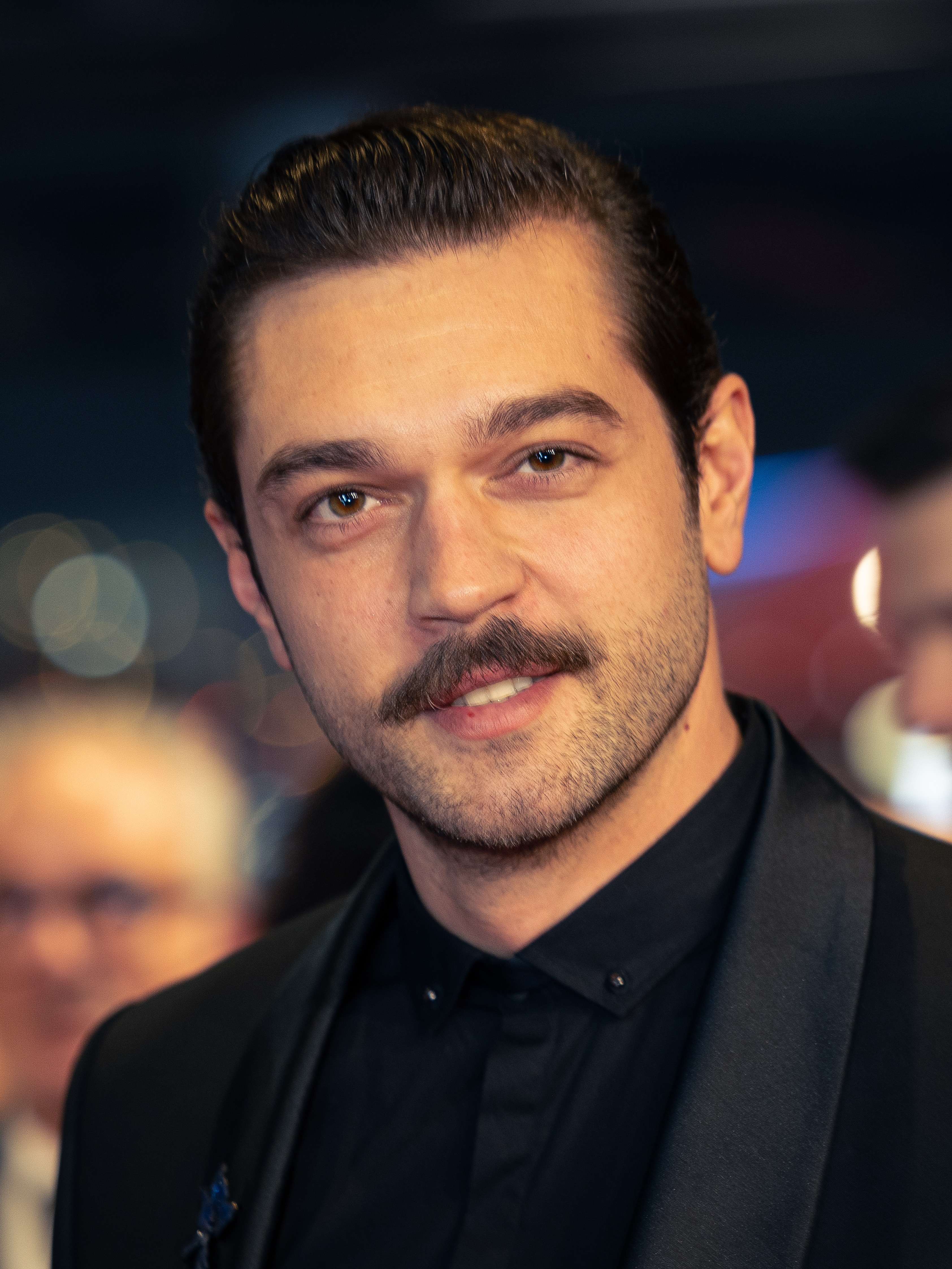
Furkan Andıç (* 1990)

- Andics, Hellmut (1922–1998), österreichischer Journalist und Autor

### Andie
- Andiel, Rolf (1927–1992), deutscher Maler, Grafiker und Zeichner

### Andij
- Andijew, Soslan Petrowitsch (1952–2018), sowjetischer Ringer
- Andijewska, Emma (* 1931), ukrainische Schriftstellerin, Dichterin und Malerin

### Andin
- Andina, Fernando (* 1976), spanischer Schauspieler
- Anding, Carola (* 1960), deutsche Skilangläuferin
- Anding, Ernst (1860–1945), deutscher Astronom
- Anding, Karlheinz (* 1946), deutscher Verwaltungsbeamter und Staatssekretär
- Anding, Kerstin (* 1956), deutsche Politikerin (PDS), MdA
- Anding, Michael (1810–1879), deutscher Musikdirektor und Volksliedersammler
- Anding, Volker (1942–2024), deutscher Diplomat
- Anding, Volker (* 1950), deutscher Regisseur, Multimediakünstler, Grimmepreisträger und Hochschullehrer
- Andini, Kamila (* 1986), indonesische Filmregisseurin, Drehbuchautorin und Filmproduzentin
- Andini, Suci Rizky (* 1993), indonesische Badmintonspielerin
- Andini, Tiara (* 2001), indonesische Sängerin, Schauspielerin und Moderatorin
- Andino (* 1961), deutscher Zauberkünstler, Pädagoge und Autor
- Andino Ramírez, Darwin Rudy (* 1959), honduranischer Ordensgeistlicher, emeritierter römisch-katholischer Bischof von Santa Rosa de Copán
- Andino, Paola (* 1998), US-amerikanische Schauspielerin